# 第18届上海国际电影节
第18届上海国际电影节（英語：18th Shanghai International Film Festival）是第18届上海国际电影节，于2015年6月13日-21日在中华人民共和国上海市举行。影展期间将评选金爵奖。

## 主竞赛单元评审
- 俄羅斯导演 安德烈·萨金塞夫
- 中国导演 蔡尚君
- 中国女演员 郝蕾
- 编剧 金希才
- 法國导演 费利普·弥勒
- 香港监制 施南生
- 美国制片人 罗恩·耶克萨

来源：

## 参展影片

### 开闭幕影片
|        | 中文片名         | 外文片名      | 导演                      | 国家          |
| ------ | ---------------- | ------------- | ------------------------- | ------------- |
| 開幕片 | 《我是路人甲》   | I Am Somebody | 尔冬升                    | 香港、 中國   |
| 闭幕片 | 《战火中的芭蕾》 | 不適用        | 董亚春、尼基塔·米哈尔科夫 | 俄羅斯、 中國 |

来源：

### 竞赛片
| 中文片名       | 外文片名                | 导演                              | 国家          |
| -------------- | ----------------------- | --------------------------------- | ------------- |
| 《蛋糕》       | Cake                    | 丹尼尔·巴尔兹（Daniel Barnz）     | 美国          |
| 《女友的秘密》 | Carte Blanche           | 亚采克·卢森斯基（Jacek Lusinski） | 波蘭          |
| 《华沙女公爵》 | La duchesse de Varsovie | 约瑟夫·莫德（Joseph Morder）      | 法國          |
| 《意外的真相》 | Jameh Daran             | 哈米德·吉奥特（Hamidreza Ghotbi） | 伊朗          |
| 《助产士》     | Kätilö                  | 安蒂·约基宁（Antti Jokinen）      | 芬兰、 立陶宛 |
| 《守夜》       | Jamais de la vie        | 皮埃尔·祖利维 （Pierre Jolivet）  | 法國、 比利时 |
| 《长寿商会》   | 장수상회                | 姜帝圭（Je-gyu Kang）             |               |
| 《中暑》       | Solnechnyy udar         | 尼基塔·米哈尔科夫                 | 俄羅斯        |
| 《对风说爱你》 | Where the Wind Settles  | 王童                              | 中國          |

来源：

## 奖项
- 金爵奖最佳影片：《守夜》（法国）
- 评委会大奖：《女友的秘密》（波兰）
- 金爵奖最佳导演：曹保平《烈日灼心》（中国）
- 金爵奖最佳男演员：邓超、郭涛、段奕宏《烈日灼心》（中国）
- 金爵奖最佳女演员：克里斯塔·科索寧《助产士》（芬兰）[4]
- 金爵奖最佳编剧奖：《蛋糕》（美国）
- 金爵奖最佳摄影：《中暑》（俄罗斯）
- 艺术贡献奖：《无赖汉》（韩国）
- 金爵奖最佳动画片：《海洋之歌》
- 华语电影终身成就奖：夏梦
- 最佳纪录片：《我的诗篇》

来源：